# Різдвяний хліб
Різдвя́ний хліб (крачун) — величезний білий хліб, символ сімейного багатства, який готують напередодні свята з великою урочистістю і обрядовістю.

## У Східній Європі
Різдвяний хліб у формі короваю характерний для південних слов'ян і в Карпатах. У східних і західних слов'ян більш поширені пироги, печива, коржики, булки. У всіх слов'ян Різдвяний хліб знаходився на столі протягом усіх святок або до Нового року (свята Василя) на білій скатертині на покуті. Поляки вірили, що в різдвяну ніч сам «пан Ісус» відламує для себе шматочок святкового хліба, але вранці цього не видно, так як хліб «доростає» до цілого.

### В Україні
У Галичині крачун їдять з появою зірки, господарі і робочі разом за одним столом, а після закінчення вечері господар робить у вікно пістолетний постріл. За Крачун господар веде з домовиками переговори, в яких висловлюється побажання гарного врожаю.

### На Балканах
Чесніца (від čęst- «щастя, доля») — різдвяний хліб і центральна страва святкового столу сербів. З цього хліба починається різдвяний обід. Святковий хліб прикрашають різними фігурками і візерунками з тіста, а також зеленими гілками. Чесніца є символом родючості і процвітання. Для приготування чесніци борошно беруть з першого або з останнього снопа жнив, воду для замісу раніше приносили з джерела або колодязя до сходу сонця. При цьому, підходячи до джерела, вітали його і кидали в воду дрібні монети або зерна. При приготуванні святкового хліба, в тісто кладуть монетку або насіння (жито, боби, горіхи), а під час трапези дивляться, кому дістанеться шматочок такої чесніци - того, за народними повір'ями, чекає щастя в наступаючому році.
У болгар аналогічний хліб для ворожінь називається кравать, у македонців і болгар - погача, пита, у греків - βασιλόπιτα. На півночі Греції на ритуальному хлібі хлібороби зображують плуг з биками, скотарі - овець. Цим хлібом господарі діляться з домашньою худобою. [Джерело не вказано 2001 День]

## У Західній Європі
У Німеччині на Різдво випікають різні види хлібів. Дрезденський кекс «Штоллен» Stollen, Christstollen символізує запеленутого немовляти Христа і готують з важкого дріжджового тіста задовго до свят, щоб кекс встиг просочитися і стати ідеально смачним. Німецький різдвяний хліб (нім. Advent brot — «Хліб Адвента», «Фруктовий хліб») на відміну від Дрезденського кексу, не солодкий, і подають його з солоним вершковим маслом.
В Англії готують різдвяний пудинг. Вперше він згадується в XVII столітті. Тоді пудинг готували в мідних котлах за кілька тижнів до Різдва всією сім'єю, і кожен член сім'ї загадував бажання.
В Італії найпопулярніша різдвяна випічка — кекс Панетоне та Пандоро. Вважається, що традиція готувати панетоне на Різдво виникла в XIII столітті .